# Santuario de la naturaleza Quebrada de la Plata
Quebrada de la Plata es un área protegida en Chile, catalogada como Santuario de la Naturaleza según el Consejo de Monumentos Nacionales de Chile por el decreto N° 44 dictado el 19 de diciembre de 2016. Esta área protegida se ubica en la Región Metropolitana de Santiago, a 30 km al suroeste de Santiago  en la comuna de Maipú.

## Ubicación
Quebrada de la Plata está ubicada a 30 km al suroeste de la ciudad de Santiago, inserta en el primer cordón montañoso de la Cordillera de la Costa, en el extremo poniente de la comuna de Maipú, entre las cuestas Lo Prado y Barriga, limitando al oeste con la comuna de Curacaví.
Se ubica en terrenos de la Estación Experimental Agronómica "Germán Greve", de propiedad de la Facultad de Ciencias Agronómicas de la Universidad de Chile, en la comuna de Maipú. Forma parte del Sitio Prioritario El Roble, y abarca una superficie de 1.110,7 hectáreas aproximadas. 

## Historia
Se ha evidenciado que antiguas comunidades mapuches se desplazaban por la quebrada de la Plata, encontrándose ornamentos y utensilios originarios. Desde 1541, fue un lugar de vigilancia e interconexión entre Curacaví, María Pinto y Padre Hurtado con el valle de Santiago. En la quebrada subsisten seis hornos caleros que datan de fines del siglo XIX, construidos para fundir mineral del sector, lo cual muestran los primeros indicios de extracción de mineral en la zona. Los senderos utilizados para la extracción de minerales a inicios del siglo XX, en la actualidad son caminos que permite llegar a dos miradores naturales denominados Quebrada de los Maquis y Sendero del Minero. Después de que los terrenos de la Rinconada de Maipú le fueran heredados por la familia del expresidente Pedro Aguirre Cerda, la Universidad de Chile instaló la estación experimental Germán Greve Silva en la quebrada en 1933, dedicado inicialmente a la producción y enseñanza agrícola y veterinaria.

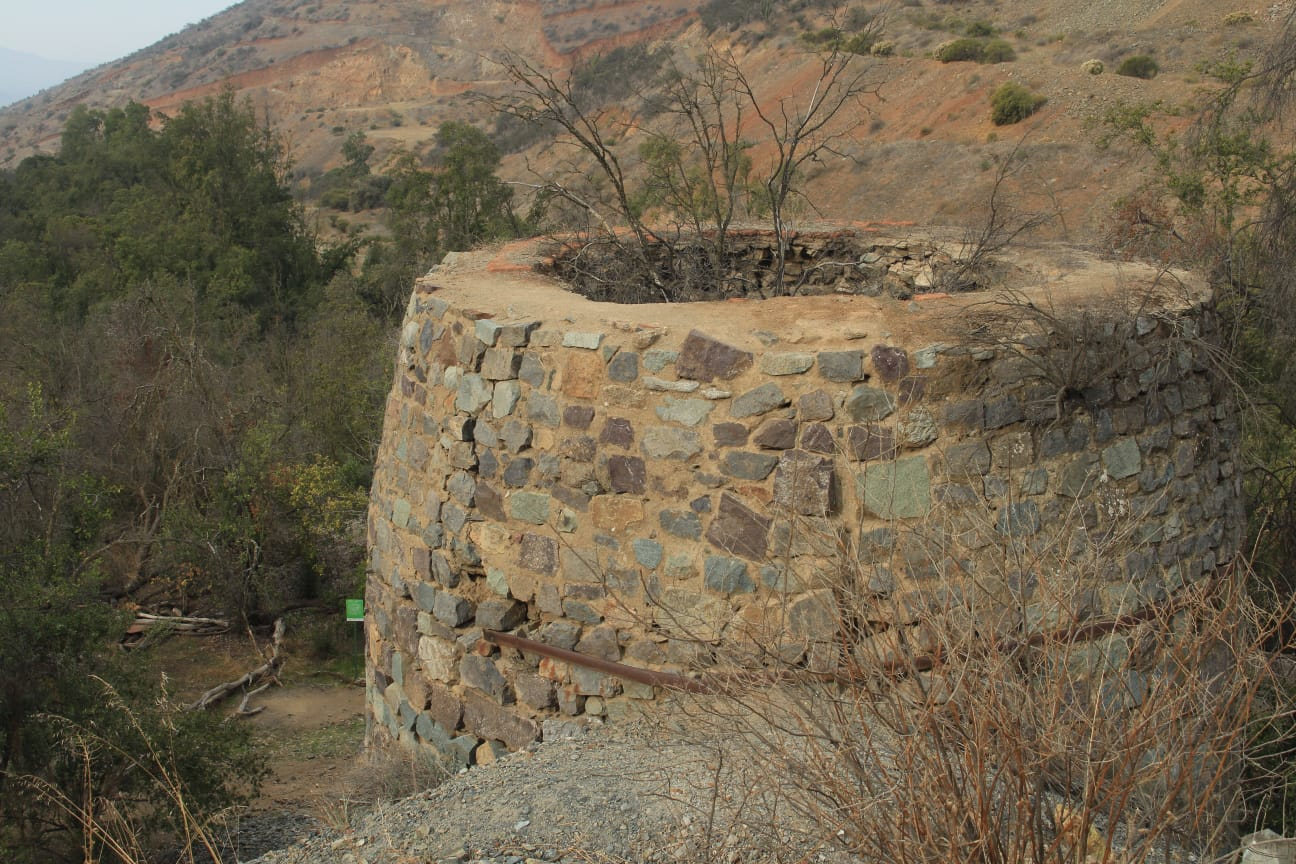
Uno de los hornos caleros que subsisten en la quebrada

En la quebrada se efectuaron faenas irregulares por parte de la Minera Esparta (ex Minera Española Chile) que extraía cobre a pesar de que en el Plan Regulador Metropolitano de Santiago (PRMS) el lugar está clasificado como zona de preservación ecológica. En octubre de 2015, el Tribunal Ambiental ordenó la clausura definitiva de la mina que fue decretado por la Superintendencia de Medio Ambiente. Tras esto, la Universidad impulsó un estudio para que de las 3200 hectáreas que posee en el sector, 1100 fueran protegidas oficialmente por el Consejo de Monumentos Nacionales. Ello se materializó el 14 de noviembre de 2016, cuando se declaró al sector de Quebrada de la Plata como un área protegida bajo la figura de Santuario de la Naturaleza. Ese mismo día, un incendio forestal se inició en la cordillera, consumiendo más de 3.400 hectáreas en los sectores de Lo Prado, Rinconada de Maipú y Quebrada de la Plata. Desde entonces se han realizado diversas acciones de reforestación, recuperación y mejoramiento continuo de los ecosistemas característicos del Santuario; asimismo, en 2023 se instaló un sistema de detección temprana de incendios de alto alcance en la Región Metropolitana en la quebrada de la Plata, que cubre y monitorea 20 km a la redonda.

## Biodiversidad

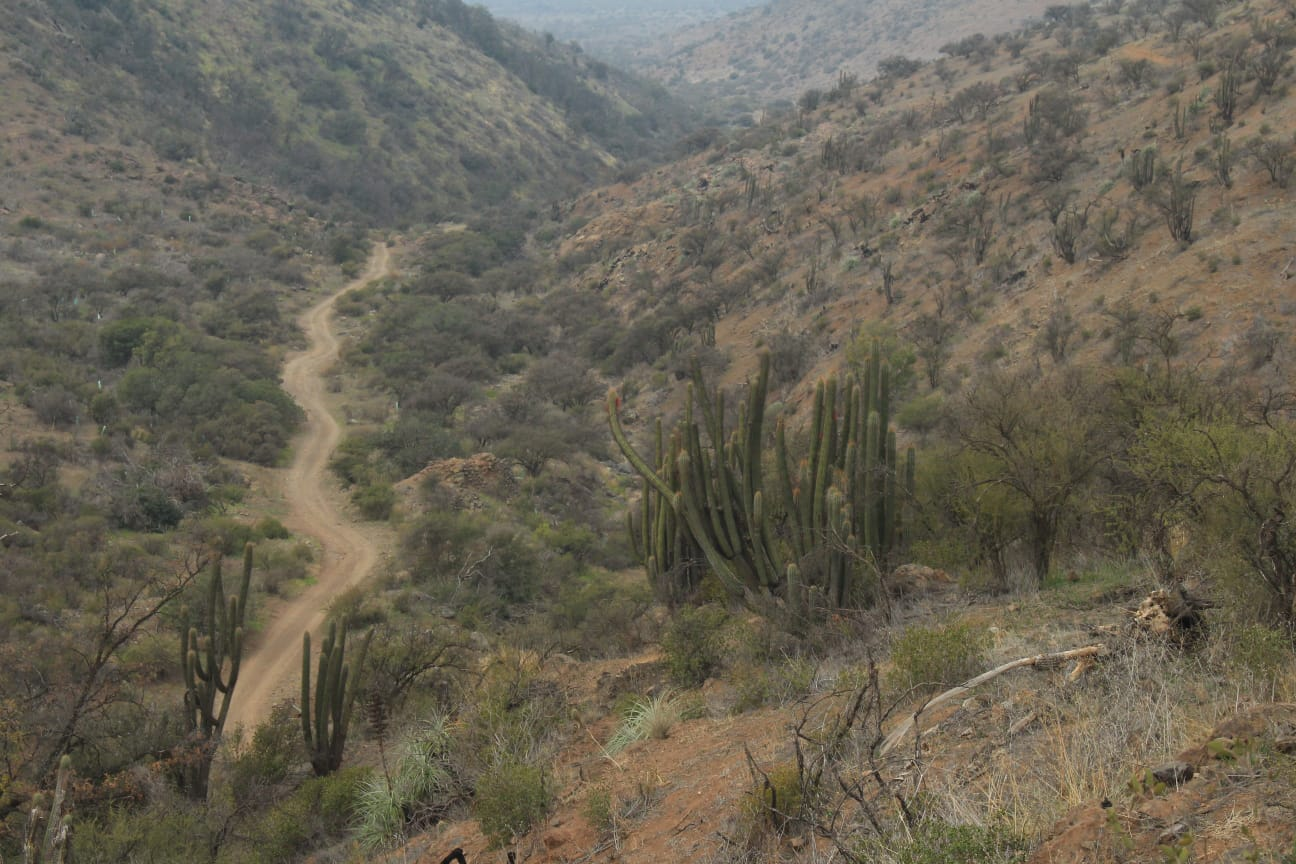
Vegetación en la quebrada

El Santuario de la Naturaleza representa a la ecorregión del matorral y bosque esclerófilo, y alberga a 113 especies de fauna vertebrada, 408 especies de fauna invertebrada, 254 especies de flora, 91 especies de macrohongos y 8 especies de líquenes. De entre los vertebrados, se encuentran 14 especies nativas de mamíferos, 59 especies nativas de aves, 9 especies de reptiles y 2 de anfibios. La microcuenca que conforma la quebrada provee diversos servicios ecosistémicos como captación de aguas, regulación climática local, captura de carbono y provisión de paisaje y oportunidades de educación ambiental y recreación al aire libre, además de albergar cerca del uno por ciento de la biodiversidad mundial.
En cuanto a sus especies florísticas características, en la quebrada de la Plata sobresalen especies como el peumo, quillay, maitén, bollén, tebo, colliguay, mitique, litre, puya, espino, madroño, adesmia, chagual, quisco, romerillo, maravilla del campo, huañil y quebracho, entre otras.